# 肥如县
肥如縣為漢、曹魏和晉時縣名，隸屬遼西郡，其址在今河北省迁安市東部的萬軍山，為盧水（今沙河）和玄水（今青龍河）的交匯處。
东晋时在今天安徽省天长市侨置肥如县。